# Aoridus campbelli
Aoridus campbelli är en stekelart som beskrevs av Yoshimoto 1971. Aoridus campbelli ingår i släktet Aoridus och familjen finglanssteklar.
Artens utbredningsområde är:
- Colombia.
- Costa Rica.

Inga underarter finns listade i Catalogue of Life.